# Poética (Aristóteles)
La Poética o Sobre la poética (Περὶ Ποιητικῆς) es una obra de Aristóteles escrita en el siglo IV a. C., entre la fundación de su escuela en Atenas, en el 335 a. C., y su partida definitiva de la ciudad, en el 323 a. C. Su tema principal es la reflexión estética a través de la caracterización y descripción de la tragedia. Aristóteles se propone hablar «del arte poético en sí mismo y de sus formas, de la potencialidad que posee cada una de ellas, y de qué modo se han de componer las tramas para que la composición poética resulte bella».
Al parecer, la obra estaba compuesta originalmente por dos partes: un primer libro sobre la tragedia y la epopeya, y un segundo sobre la comedia y la poesía yámbica, que se perdió, aparentemente durante la Edad Media, y del que nada se conoce.
Básicamente, la Poética consta de un trabajo de definición y caracterización de la tragedia y otras artes imitativas. Junto a estas consideraciones aparecen otras, menos desarrolladas, acerca de la historia y su comparación con la poesía (las artes en general), consideraciones lingüísticas y otras sobre la mímesis. 
La Poética es una de las obras aristotélicas tradicionalmente conocidas como esotéricas o acromáticas. Esto implica que no habría sido publicada, sino que constituía un conjunto de cuadernos de notas destinados a la enseñanza y que servían de guía o apunte para el maestro. Estaban destinados a ser oídos y no a ser leídos. 
El más antiguo de los códices que contienen el texto de la Poética (ya sin la Comedia) es el Codex Parisinus 1741, escrito a mediados del siglo XII.

## Principales temas tratados
La obra consta de 26 capítulos.

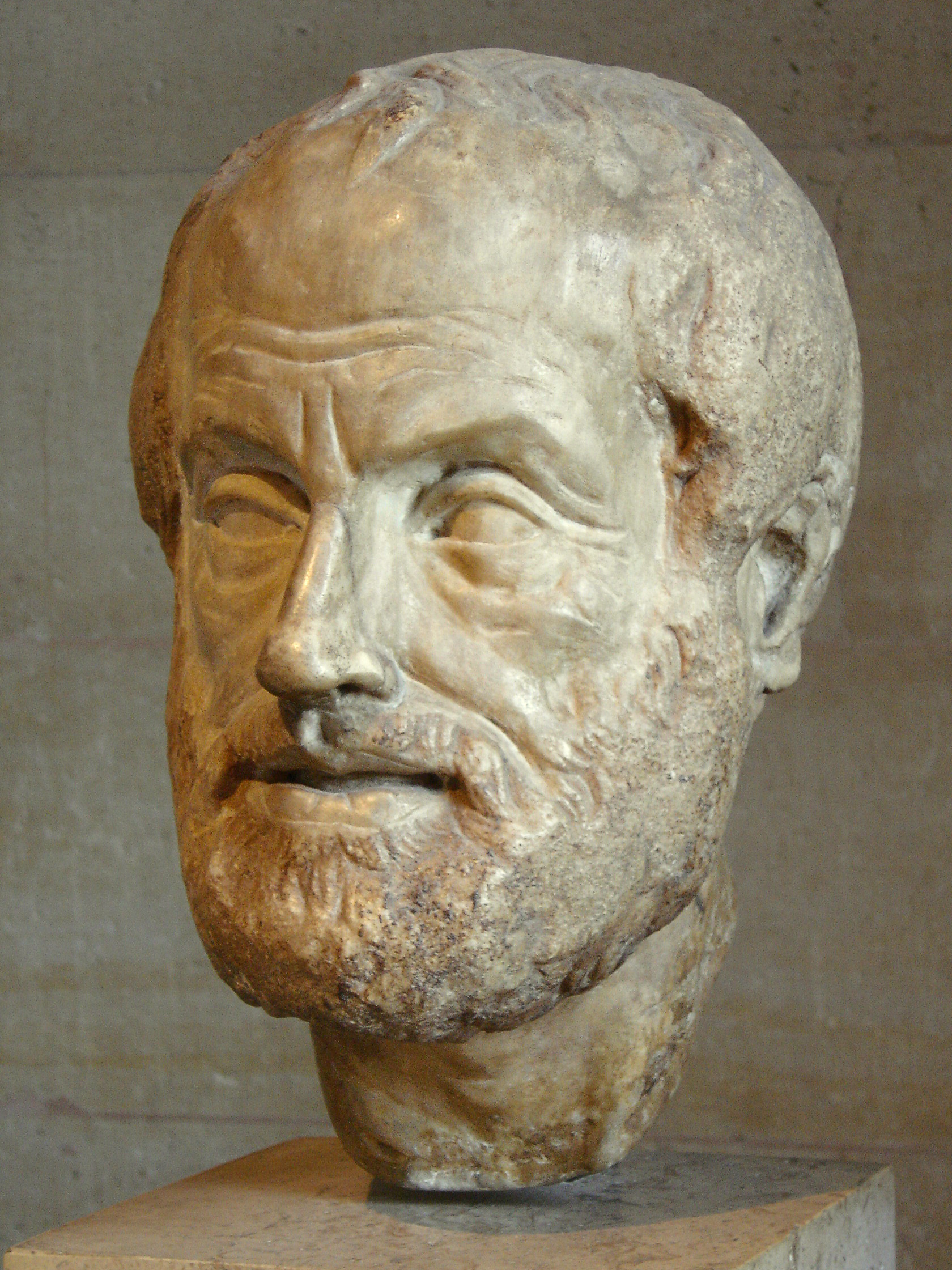
Aristóteles, según una copia del o de una escultura de Lisipo.

En los seis primeros se hace una caracterización general de las artes, aunque en los ejemplos del capítulo 1 solo se mencionan artes literarias, dramáticas y musicales. Se afirma que "todas vienen a ser, en conjunto, imitaciones. Pero se diferencian entre sí por tres cosas: por imitar con medios diversos, o por imitar objetos diversos, o por imitarlos diversamente" (47a 16-19)
Los medios de imitación (o mimesis) son el ritmo, el lenguaje y la armonía. Las artes se diferencian allí porque usan distintos medios (a través de la música o el verso), o porque usan algunos y no otros, o porque usándolos todos los usan o a la vez o alternadamente.  Las artes musicales (“aulética”, “citarística”, “el arte de tocar la siringa”) usan el ritmo y la armonía. La danza, por su parte, solo usa el ritmo (“mediante ritmos convertidos en figuras, imitan caracteres, pasiones y acciones”)(47a 25-30). Aristóteles nos dice que el arte que imita solo por medio del lenguaje (la literatura) no tenía denominación en ese momento, aunque luego admite que “la gente, asociando al verso la condición de poeta, llama a unos poetas elegíacos y a otros poetas épicos, dándoles el nombre de poetas no por la imitación, sino en común por el verso. En efecto, también a los que exponen en verso algún tema de medicina o de física suelen llamarlos así”(47b 13-16). En cuanto a las artes que usan los tres medios (ditirambo —composición lírica griega—, momo —burlas, utilización del sentido irónico...—, tragedia y comedia), las dos primeras las utilizaban simultáneamente a lo largo de todo el poema y las dos restantes solo en las partes líricas.
La diferencia en cuanto al objeto imitado sería que, "puesto que los que imitan imitan a hombres que actúan y estos deben ser esforzados o de baja calidad... o bien los hacen mejores que solemos ser nosotros, o bien peores o incluso iguales" (48a 1-5). Por último, la distinción en cuanto al modo de imitar se refiere a la diferencia entre la poesía épica y la poesía dramática: en un caso se narran los hechos (o se mezcla narración con aparición en primera persona de los personajes, como en Homero) y en el otro se presenta "a todos los imitados como operantes y actuantes"(48a 23).
En el capítulo 4 se realiza una descripción del origen y el desarrollo de la poesía (ποιητική) en la que se afirma que ésta surge por dos factores naturales en el hombre: la tendencia a la imitación por un lado, y el ritmo y la armonía por otro. Los hombres "nobles" imitaban las acciones nobles y creaban, al comienzo, "himnos y encomios"; por otro lado, los hombres "vulgares" imitaban las acciones de los "hombres inferiores" y componían "invectivas". Luego los nobles pasaron a componer en verso heroico y los vulgares en yambos. Luego los nobles pasarían a dedicarse a la tragedia y los otros a la comedia. El estagirita concluye: "Habiendo nacido al principio como improvisación -tanto ella [la tragedia] como la comedia...- fue tomando cuerpo, al desarrollar sus cultivadores todo lo que de ella iba apareciendo; y, después de sufrir muchos cambios, la tragedia se detuvo, una vez que alcanzó su propia naturaleza."
En el capítulo 5 se hacen consideraciones generales y superficiales acerca del origen y las características de la comedia y la epopeya. Como Aristóteles señala a principios del capítulo siguiente, “del arte de imitar en hexámetros [la epopeya] y de la comedia hablaremos después” (49b 23). De hecho, los últimos capítulos del libro I están dedicados al estudio de la epopeya, pero de la comedia no se encuentra un estudio detallado en esta obra.

### Definición de la tragedia y sus elementos esenciales
El siguiente es uno de los capítulos centrales de la obra, donde se define la tragedia y se señalan las seis partes o sus elementos esenciales. Además es aquí donde se señala por única vez la famosa “cláusula adicional” de la tragedia, la catarsis.
Según Aristóteles, “la tragedia [es] imitación de una acción esforzada y completa, de cierta amplitud, en lenguaje sazonado, separada cada una de las especies en las distintas partes, actuando los personajes y no mediante relato, y que mediante temor y compasión lleva a cabo la purgación de tales afecciones” (19b 24-26). A diferencia, la comedia es “imitación de personas de baja estofa, pero no de cualquier defecto, sino que lo cómico es una parte de lo feo. Efectivamente, lo cómico es un defecto y una fealdad que no contiene ni dolor ni daño, del mismo modo que la máscara cómica es algo feo y deforme, pero sin dolor.”
Más adelante el filósofo dirá que los elementos esenciales de la tragedia son seis: fábula (mythos), caracteres (êthê), pensamiento (diánoia), elocución (lexis), melopeya (melopoiia) y espectáculo (opsis).

#### La fábula
Considerada fundamental para Aristóteles ya que, sin ella, la tragedia no podría llevarse a cabo. Destaca las características y lo que representa la fábula para la composición y realización de una tragedia y sus componentes que para él eran necesarios.

##### Unidad de la acción
Según el filósofo, la tragedia es imitación de una única acción de larga duración, siempre que pueda recordarse en su conjunto, completa y entera (o sea con principio, medio y fin).
Cuando Aristóteles habla de la unidad de la acción imitada en la fábula, descarta dos posibilidades: que se imiten todas las acciones de un solo sujeto o todas aquellas sucedidas durante un determinado tiempo. La idea que pretende imponer es que hay una fábula, una “historia”, que se pretende contar y que solamente deben incluirse en ella aquellas acciones que sean indispensables para el desarrollo de ésta.

##### Fábula y verosimilitud

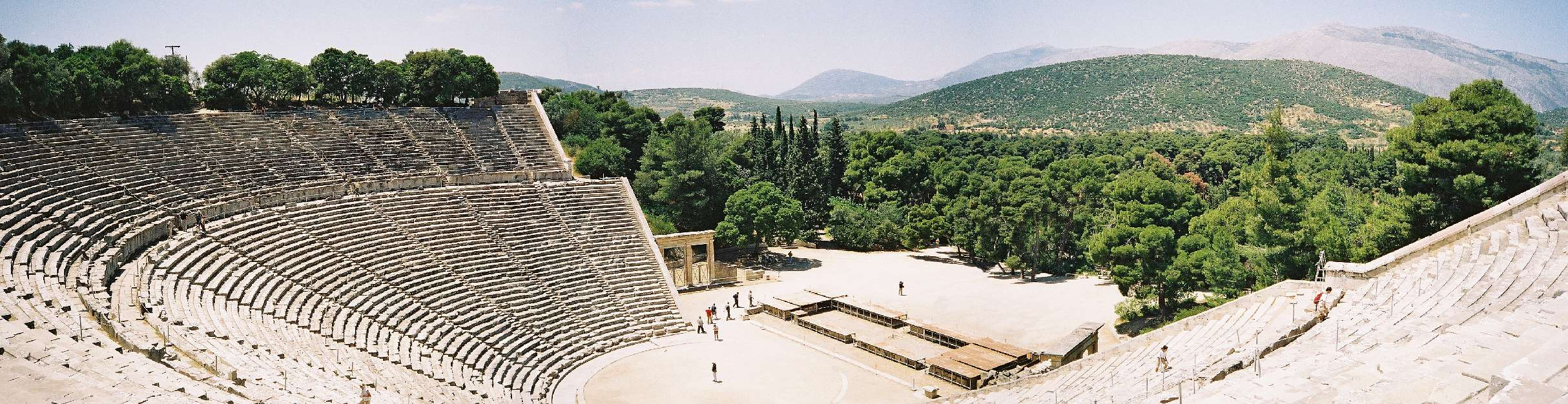
Teatro de Epidauro.

La fábula, en efecto, es para Aristóteles el elemento esencial de la tragedia. Sin la fábula no hay tragedia, pero, en cierta forma, sí la hay sin los cinco elementos restantes. Esto es porque la tragedia también puede desencadenar el placer que le es propio, simplemente por su lectura y sin necesidad de representación.
Se describe en el texto que la fábula es “la estructuración de los hechos” y que ésta debe darse de forma “verosímil o necesaria”. La verosimilitud-necesidad se refiere a la necesidad de un ordenamiento lógico en términos de causa-efecto en el ordenamiento de la tragedia. Este orden o estructuración debe darse de forma tal que, si se suprimiese alguno de los sucesos imitados o se agregase otro, se dislocaría totalmente el conjunto de la obra.

##### Peripecia, agnición o anagnórisis y lance patético
Aristóteles parte del supuesto de que en la tragedia la acción se desarrolla en un sentido hasta que en cierta forma el personaje comete un error que lo lleva a pasar “de la dicha al infortunio”. A este cambio de suerte en sentido contrario se le llama, la mayor parte de las veces, peripecia. Por otro lado, se llama agnición (agnitio, en latín) al paso de la ignorancia al conocimiento, “para amistad o para odio”, que un personaje experimenta acerca de la identidad de alguno o varios de los demás o del personaje acerca de algún hecho. En griego se usaba la palabra anagnórisis, que significa lo mismo que agnitio: reconocimiento. Ambas son intercambiables, su uso depende de la tradición lingüística del usuario. Junto a estos dos conceptos, propios de toda tragedia compleja, existe otro llamado lance patético, que es aquel evento que cambia el sentido de la acción mediante las muertes fuera de escena, las tormentas o las heridas y eventos semejantes, es decir, no hay visión de los hechos. 
Anagnórisis y peripecia son términos fundamentales para entender los grados que el estagirita establece sobre el valor de una clase de tragedia respecto de otra, en virtud de su capacidad para desencadenar la catarsis.

##### Tipos de agnición
Según Aristóteles, hay varias clases de agnición:

... la menos artística y la más usada por incompetencia, … la que se produce por señales". La agnición o el reconocimiento mediante señales consiste en que un personaje logre identificar a otro debido a particularidades corporales o del atuendo de este último. De hecho, puede ser que lo reconozca por señales corporales “congénitas” o señales “adquiridas”, “y, de éstas, unas impresas en el cuerpo, como las cicatrices, y otras fuera de él, como los collares
(54b 20-25)

y pone como ejemplo que la nodriza de Ulises le reconociera cuando iba disfrazado de mendigo, por una señal, una cicatriz que tenía Ulises. 

- En segundo lugar de peor a mejor, vienen las agniciones "... fabricadas por el poeta", aquéllas en que algún personaje desvela lo que no se sabía explícitamente y de forma no muy verosímil ni necesaria.
- "La tercera se produce por el recuerdo, cuando uno, al ver algo, se da cuenta”,
- "La cuarta es la que procede de un silogismo, como en las Coéforos: ha llegado alguien parecido a mí; pero nadie es parecido a mí sino Orestes, luego ha llegado éste". Es decir, esta agnición es la que se produce por un pensamiento lógico. Al mismo nivel, en tanto agnición, se encuentran los paralogismos, razonamientos con forma silogística pero lógicamente errados, p.e. por  afirmar el consecuente.
- La quinta y "mejor agnición de todas" es la que resulta de los hechos mismos, produciéndose la sorpresa por circunstancias verosímiles.

##### Clasificaciones internas a la tragedia
En la división entre fábulas simples, episódicas y complejas, se dice que las primeras son aquellas en que el cambio de fortuna se da sin peripecia ni agnición, las segundas son aquellas en que ni siquiera se da la verosimilitud o necesidad en la sucesión de las acciones y las terceras designan a las que presentan al cambio de suerte acompañado de peripecia y agnición. Como es de suponer, esta última categoría es la superior.
La clasificación siguiente se refiere a las distintas formas de desarrollar el lance patético (pathos), la resolución de la obra trágica, para promover la catarsis en su plenitud. Esto se da combinando adecuadamente la ejecución de la acción central con la agnición o la falta de ella acerca de lo que se está efectuando. Además es preferible que el desenlace trágico muestre a dos personas que son parientes o amigas que se violentan, dado que esto es lo que impacta más a los espectadores.
En orden de mayor a menor valor catártico, Aristóteles propone cuatro tipos de desenlace:
- Que un personaje esté a punto de desarrollar la acción[9] y obtenga la agnición justo antes de efectuarla;
- que el personaje efectúe la acción y que, luego de finalizada ésta, obtenga la agnición sobre su acción;
- que el personaje lleve a cabo la acción con agnición, y, por último,
- que el personaje esté a punto de efectuar la acción con agnición y no la lleve a cabo.

#### Los caracteres
En un nivel general, se puede decir que Aristóteles llama caracteres a lo que hoy llamamos personajes. Según el filósofo “habrá caracteres si, … las palabras y las acciones manifiestan una decisión” (54a 17). O sea los personajes se definen por sus acciones y no por su ‘caracterización’ ya sea por medio de la vestimenta u otros ‘’aderezos’’.

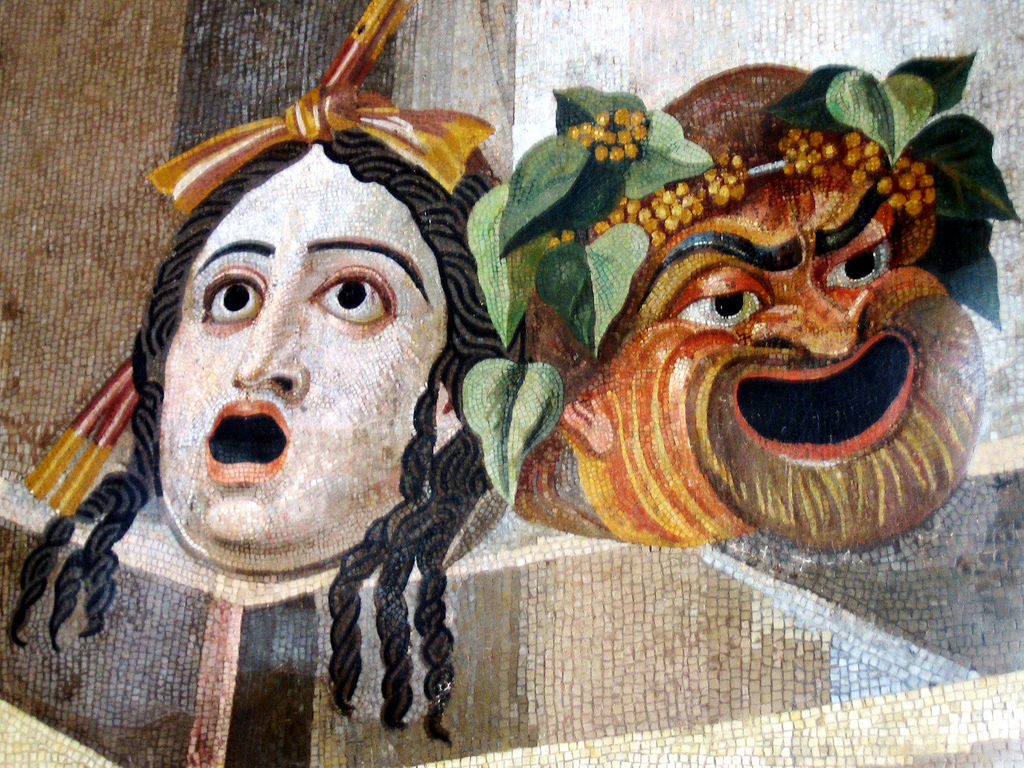
Máscaras romanas de la tragedia y la comedia. Aunque son romanas y del, es probable que se asemejen a las utilizadas en el teatro griego para designar los caracteres.

Aristóteles explica que los personajes deben ser intermedios entre vicio y virtud, aquel "que ni sobresale por su virtud y justicia ni cae en la desdicha por su bajeza y maldad, sino por algún yerro, siendo de los que gozaban de gran prestigio y felicidad, como Edipo y Tiestes…"(53a 8-11). Además, había de dos tipos: los que realizaban acciones nobles (solían relacionarse con los de las personas de clase alta) y los que realizaban acciones vulgares (los de clase baja).
El postular la representación de caracteres ni virtuosos ni viciosos, sino en un grado intermedio entre ambas cualidades, pasa por varios motivos. Por un lado, no sería bueno representar a una persona virtuosa pasando de la dicha al infortunio, “pues esto no inspira temor ni compasión, sino repugnancia” (53b 35). En el sentido opuesto, tampoco sería bueno que una persona viciosa pasase en la fábula de la desdicha a la dicha, ya que eso no inspira ni compasión ni simpatía ni temor.
La "'compasión'" se refiere al personaje que es inocente y no merecería sufrir las consecuencias de su yerro ignorante, el temor a la situación que se nos presenta cuando vemos todas las cosas que le pasan a alguien que es semejante, en cualidades, a nosotros.
A la vez se describen cuatro cualidades indispensables de los caracteres:
BondadSe trata aquí de una bondad moral del personaje y no de una bondad en la representación poética, “y esto es posible en todo género de personas; pues también puede haber una mujer buena, y un esclavo…”(54a 20).
PropiedadEl carácter presentado debe ser apropiado; por ejemplo, “es posible que el carácter sea varonil, pero no es apropiado a una mujer ser varonil o temible” (54a 23).
SemejanzaEn el caso de que se presenten personajes históricos o que ya hubiesen sido presentados en otras obras poéticas, el poeta tendrá que representarlos de forma semejante a la que la tradición ha consagrado, aunque se le permita embellecerlos.
ConsecuenciaEste punto propone también para los personajes la regla de la verosimilitud o necesidad, que supone una coherencia en la forma en que se presenta el carácter a lo largo de la tragedia. Por ello, “aunque sea inconsecuente la persona imitada y que reviste tal carácter, debe, sin embargo, ser consecuentemente inconsecuente” (54a 25).

#### Pensamiento y elocución
El pensamiento (o, más bien, "razonamiento discursivo", debate, conflicto dialógico, que es lo que significa dianoia) es el tercer elemento esencial de la tragedia. Aristóteles dice que le corresponde "todo lo que debe alcanzarse mediante las partes del discurso. Son partes de esto demostrar, refutar, despertar pasiones, por ejemplo compasión y temor, ira y otras semejantes, y además amplificar y disminuir"(56a 35). En este caso se trata de aquello que hace un personaje para convencer o refutar a otro y no a los espectadores. De todos modos el tratamiento de Aristóteles de este punto no es amplio, ya que reconoce que es propio del arte descrito en la Retórica.
La elocución es la “expresión mediante las palabras”(50b 15), tampoco es un arte propio de la tragedia, sino de los actores y directores de escena. Sus modos son el mandato, la súplica, la narración, la amenaza, la pregunta, la respuesta, etc.
En los capítulos 20, 21 y 22, que muchos han considerado apócrifos, Aristóteles desarrolla una teoría lingüística, o de la elocución, en la que define, entre otros conceptos, los de: sílaba, conjunción, nombre, verbo, artículo, caso, enunciación y metáfora.

#### Melopeya y espectáculo
Aristóteles dice que la melopeya es el más importante de los aderezos de la tragedia. Sin embargo, considera que su significado es obvio y no lo explica. En general, podría decirse que este elemento se refiere a las intervenciones del coro, que eran muy importantes en la tragedia clásica.
El espectáculo es el elemento de la tragedia “menos propio de la poética”, ya que es “cosa seductora”, y para nada indispensable (50b 18). En esta categoría entrarían lo que hoy llamamos escenografía y efectos especiales.

## Otras consideraciones

### Diferencias entre la poesía y la historia
En época de Aristóteles casi todo se escribía en verso, incluso la poesía lírica y la ciencia, y poeta era cualquiera que escribiera verso. Aristóteles es el primero en distinguir entre los que escriben literatura en verso y los que escriben ciencia en verso. Por otra parte, también hay que distinguir entre los que escriben literatura y los que escriben historia. "No corresponde al poeta decir lo que ha sucedido, sino lo que podría suceder, esto es, lo posible según la verosimilitud o la necesidad. En efecto, el historiador y el poeta no se diferencian por decir las cosas en verso o en prosa (...) la diferencia está en que uno dice lo que ha sucedido, y el otro, lo que podría suceder. Por eso también la poesía es más filosófica y elevada que la historia, pues la poesía dice más bien lo general y la historia, lo particular".

### Consideraciones sobre la mímesis o imitación
Cuando contemplamos la obra de arte pueden suceder dos cosas, que uno conozca lo que el artista ha hecho, en cuyo caso el placer producido deriva solo de su habilidad, o que no lo conozca, en cuyo caso solo podrá producir placer la ejecución de la imitación, la utilización de los recursos imitativos.
Por tanto, la mímesis, o imitación poética, no es sencillamente una "imitación" de lo real, sino que es un "artificio", una "elaboración del poeta" sobre lo real, a la que además imprime su propio estilo.

### La segunda parte perdida de la Poética
Se cree que el llamado Tractatus Coislinianus contiene quizá un epítome o resumen del segundo libro perdido de la Poética de Aristóteles, que iba a tratar sobre la comedia.
La novela El nombre de la rosa de Umberto Eco se centra en la desaparición de la segunda parte de la Póetica de Aristóteles.

## Influencia posterior de laPoética

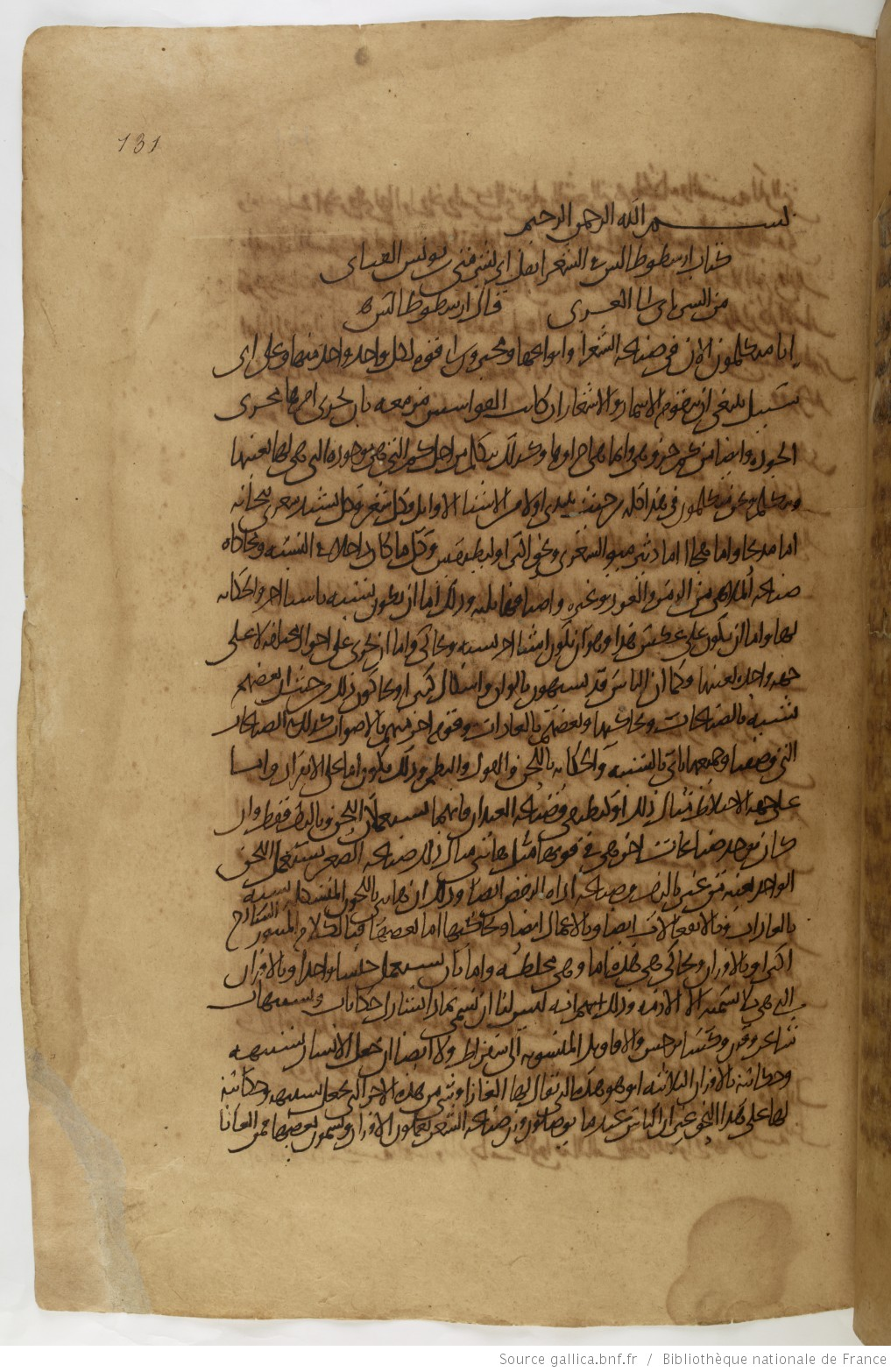
Traducción al árabe de la Poética de Aristóteles por Abu Bishr Matta ibn Yunus

La obra no fue demasiado reconocida en su época, en parte porque se entendía que coincidía con la Retórica, que era más famosa. Esto sucedía porque en la época clásica ambas disciplinas no estaban separadas y se entendían como dos versiones de la misma cosa.
Sin embargo, posteriormente su influencia sería importante y muchos temas de la obra serían discutidos, entre ellos la mímesis, la catarsis y la división entre artes imitativas y el resto de las tekhné (artes, en sentido amplio). Además, Aristóteles afirma que puede haber tres interpretaciones distintas: la primera es visión normativa (al tiempo en el que se encuentran), la segunda la visión analítico-descriptiva (utilizar un lenguaje con las técnicas de la filosofía aristotélica), y la última es la biológica (que posean una cierta extensión y un alto nivel, como un animal que está perfectamente organizado, para que la obra poética se clasifique como una buena obra lograda).
Alrededor del año 20 antes de Cristo, Horacio escribió su propia Poética, obra de intención normativa no sólo dedicada al ámbito dramático, sino al narrativo en general. En esta obra la influencia de la poética aristotélica es notoria. Horacio, que había estudiado en Atenas, recoge temas tratados anteriormente por Aristóteles y los resuelve de la misma forma: la necesidad de la congruencia (verosimilitud) en la acción de los personajes, la postulación del valor paralelo del talento y la inspiración divina en el artista como creador y la necesidad de evitar la intervención de los dioses en la fábula.
Como es sabido, el texto aristotélico permaneció perdido por siglos, por lo que la poética de Horacio fue el texto más influyente durante largo tiempo.
Las primeras traducciones conocidas de la obra aristotélica se realizaron en el mundo árabe, y la más antigua fue la de un cristiano nestoriano llamado Abu Baschar, que la tradujo del siríaco (alrededor del 935 d. C.). Le seguiría la famosa versión de Averroes en el siglo XII a partir de la de Abu-Baschar, y la menos conocida de al-Farabi, que veía la importancia de lo poético como facultad lógica de la expresión. La traducción de Averroes, que con el tiempo sería muy influyente, contenía algunas interpretaciones y desvíos del texto original, básicamente por dos motivos: las diferencias del manuscrito que se tomaba como fuente con el original aristotélico  y los intereses interpretativos propios de la situación histórica. Es conocida, por ejemplo, la interpretación de Averroes, según la cual la finalidad de la tragedia es educar en un sentido moralista.
La primera traducción de la Poética al latín la realizó Hernán Alamán en el siglo XIII en España, otra traducción la hizo en ese mismo país Mantino de Tortosa en el siglo siguiente, ambas a partir de una versión abreviada de la traducción de Averroes. Habría que esperar, sin embargo, hasta el siglo XVI para que la influencia de la Poética se tornara mayor. Algunas traducciones que contribuyeron a ello fueron la de Giorgio Valla en 1498 en Venecia, la edición de la imprenta Aldina del texto original griego en 1508, seguida por otras traducciones como las de 1536 (Pazzi), 1548 (Robortello) y 1549 (Segni, que fue la primera traducción en italiano) ; la primera traducción directa del griego al latín fue la de Guillermo de Moerbeke.
In Librum Aristotelis de Arte Poetica Explicationes, del influyente Francesco Robortello, sería el primer comentario completo de la obra en cuestión. Los tratados sobre la Poética se harían cada vez más comunes, entre ellos De Arte Poetica, de Vida (autor latino), en 1527, seguido por otros de una variedad de autores: Trissino, Daniello, Maggi y Lombardi, Muzio, Varchi, Cintio, Minturno, Vettori y Castelvetro. Horacio mantenía su peso en los comentarios, pero se iría más a Aristóteles con el tiempo.
Como se habrá podido notar, el comienzo fue netamente italiano, seguido cada vez con más ímpetu por franceses, españoles e ingleses a finales del siglo XVI.
En la segunda mitad del siglo, surge la famosa doctrina de las unidades aristotélicas, fuertemente discutida incluso durante su tiempo (véase la nota 6). De la mano de Agnolo Segni y V. Maggi (o, según algunos autores, de Castelvetro) se estableció como regla que los eventos en una obra no podrían durar más de doce horas y que la acción desarrollada debía ser una o dos relacionadas, ocurrida en un espacio limitado al espacio real de la escena. No podrían representarse grandes espacios o cambios de espacio, ni sucesiones temporales, como el paso del día a la noche o de varios días o incluso meses o años, dado que esto no sería necesariamente creíble para el espectador. Como se ve, la doctrina de las unidades está causada, en gran parte, por una interpretación del postulado aristotélico sobre lo "verosímil o necesario" en la tragedia muy diversa de la interpretación actual como coherencia interna.
Entre los eruditos españoles comentaristas de la Poética de los siglos XVI al XVIII destacan Alonso López Pinciano, quien primero siguió la estela de los preceptistas italianos, con su obra Philosophia antigua poética (1596); Francisco Cascales, que escribió sus Tablas poéticas en (1604), e Ignacio de Luzán, con su Poética (1737), ya de espíritu neoclásico ilustrado. Hay que recordar, asimismo, que Lope de Vega redactó una poética en verso que justificaba su propia creación teatral y discrepaba en varios aspectos de las poéticas renacentistas que seguían las normas neoaristotélicas. Todo ello aparece en su poema Arte nuevo de hacer comedias en este tiempo, de 1609.
La perspectiva estética aristotélica siguió vigente, no sólo en el arte dramático sino con una influencia extendible a las demás artes, hasta el siglo XVIII, cuando, por varios motivos, entraría en declive.
El romanticismo pasará a valorar al arte no como un acto en esencia creativo (poiético) sino expresivo, que refleja el sentir y la perspectiva subjetiva del artista y no apunta a reflejar o imitar miméticamente la realidad. El planteamiento kantiano del desinterés necesario para la experiencia de belleza influirá sobre el rechazo progresivo de la perspectiva finalista del arte como catártico.
Tres fundamentos de la teoría aristotélica estaban siendo cuestionados: la catarsis, el arte como creación y la mimesis, pero un tercer principio, el de la verosimilitud o necesidad, permanecerá, aunque algo cambiado, en la caracterización del arte como un mundo interno con leyes propias no necesariamente contrarias a las del mundo real, pero sí diferentes (a este principio se le da comúnmente el nombre de heterocosmia).

### Textos de laPoéticaen línea

#### En griego
- Wikisource en griego contiene obras originales sobre la Poética.
- Texto tomado de las obras Aristotle y Aristotle's Ars Poetica, ed. R. Kassel, Oxford, Clarendon Press, 1966; en el Proyecto Perseus.
- Texto en el sitio de Philippe Remacle.
  - Philippe Remacle (1944 - 2011): helenista y latinista belga de expresión francesa.

#### En español
- Wikisource contiene obras originales sobre la Poética.
- El arte poética en la Biblioteca Virtual Miguel de Cervantes. Traducción de José Goya y Muniain, 1798.
- El arte poética de Aritóteles en castellano por D. Joseph Goya y Muniain (1798) en la Biblioteca Digital Hispánica. Edición bilingüe.
- Poética de Aristóteles. Traducción de Juan David García Bacca. Contiene el texto griego; introducción, numeración y notas. Universidad Nacional Autónoma de México, 1946.
- Texto español de la biblioteca clásica de Gredos, junto con la Magna moralia (PDF)
- Texto en el sitio de la Biblioteca de Clásicos Grecolatinos.
- Texto de la Poética de Aristóteles, en PDF, numerado y con notas al pie; no se especifica quién es el traductor.
- Edición electrónica de la Escuela de Filosofía Universidad ARCIS.

### Comentarios y análisis
- «Catarsis» en la Poética de Aristóteles por Ángel Sánchez Palencia, Universidad Complutense de Madrid.
- La Poética de todos los siglos Archivado el 20 de febrero de 2006 en Wayback Machine.; Clarín.com, Sábado 22.01.2005, Revista Ñ.
- Báez, Fernando; Los escritos perdidos de Aristóteles Archivado el 23 de junio de 2020 en Wayback Machine..
- «Dice Aristóteles»: la reescritura de la Poética en los Siglos de Oro por Luis Sánchez Laílla.
- Extracto de la introducción de Salvador Más a su traducción de la obra. (enlace roto disponible en Internet Archive; véase el historial, la primera versión y la última).
- Sobre Poética.
- Aristotle's Poetics. Sitio en inglés del profesor Malcolm Heath, con gran cantidad de recursos sobre la Poética.
- Vega Rodríguez, Margarita; Metáforas de interacción en Aristóteles
- Levy-Daniel, Héctor; Teoría del teatro épico. Elementos para pensar una poética. Artículo en el que se compara la poética brechtiana y la aristotélica.
- Fraticola, Paola L.; La postura aristotélica. Recopilación de contenidos del libro Estética, historia y fundamentos, Monroe C. Beardsley, John Hospers.
- Fernández Tresguerres, Alfonso; De arte poética, La poesía como juego y otras divagaciones estéticas.
- Italian dramatic criticism of the Renaissance - en inglés.
- ÁLVAREZ, Clara: Análisis morfológico y sintáctico de un fragmento (1452 b).
  - V. "Morfología del griego antiguo" y "Sintaxis del griego antiguo".

### Otros
- NAGY, Gregory: Epic (La épica), 2009.
  - Texto Archivado el 3 de agosto de 2019 en Wayback Machine., en inglés, en el sitio del Centro de Estudios Helénicos (CHS o Center for Hellenic Studies), institución de Washington afiliada a la Universidad de Harvard y dirigida por el propio G. Nagy.
    - Para las citas: http://nrs.harvard.edu/urn-3:hlnc.essay:Nagy.Epic.2009

- NAGY, G.: Homo ludens in the World of Ancient Greek Verbal Art (Homo ludens en el arte verbal de la Antigua Grecia).
  - Texto, en inglés Archivado el 15 de octubre de 2019 en Wayback Machine., en el sitio del CHS.
    - Véase también "Homo ludens".

- Datos: Q264714
- Multimedia: Poetics (Aristotle) / Q264714
- Textos: Poética (Aristóteles)